# Capa d'accés a dades
Una capa d'accés a dades (DAL) en programari informàtic és una capa d'un programa informàtic que proporciona accés simplificat a les dades emmagatzemades en un emmagatzematge persistent d'algun tipus, com ara una base de dades entitat-relacional. Aquest acrònim s'utilitza predominantment en entorns de Microsoft.
Per exemple, el DAL podria retornar una referència a un objecte (en termes de programació orientada a objectes) completa amb els seus atributs en lloc d'una fila de camps d'una taula de base de dades. Això permet crear els mòduls client (o usuari) amb un nivell d'abstracció més alt. Aquest tipus de model es podria implementar creant una classe de mètodes d'accés a dades que facin referència directament a un conjunt corresponent de procediments emmagatzemats de base de dades. Una altra implementació podria recuperar o escriure registres a o des d'un sistema de fitxers. El DAL amaga aquesta complexitat del magatzem de dades subjacent del món extern.
Per exemple, en comptes d'utilitzar ordres com ara insert, delete i update per accedir a una taula específica d'una base de dades, es podria crear una classe i uns quants procediments emmagatzemats a la base de dades. Els procediments es cridarien des d'un mètode dins de la classe, que retornaria un objecte que conté els valors sol·licitats. O bé, les ordres insert, delete i update es podrien executar dins de funcions simples com registeruser o loginuser emmagatzemades dins de la capa d'accés a dades.
A més, els mètodes de lògica de negoci d'una aplicació es poden mapejar a la capa d'accés a dades. Així, per exemple, en comptes de fer una consulta a una base de dades per obtenir tots els usuaris de diverses taules, l'aplicació pot cridar un únic mètode d'un DAL que abstrau aquestes crides de base de dades.
Les aplicacions que utilitzen una capa d'accés a dades poden ser dependents del servidor de bases de dades o independents. Si la capa d'accés a dades admet diversos tipus de bases de dades, l'aplicació pot utilitzar qualsevol base de dades amb què el DAL pugui comunicar-se. En qualsevol cas, tenir una capa d'accés a dades proporciona una ubicació centralitzada per a totes les crides a la base de dades i, per tant, facilita la portabilitat de l'aplicació a altres sistemes de bases de dades (suposant que el 100% de la interacció amb la base de dades es fa al DAL per a una aplicació determinada).
Les eines de mapatge objecto-relacional proporcionen capes de dades d'aquesta manera, seguint els patrons Active Record o Data Mapper. El model ORM/active-record és popular entre els frameworks web.